# Joué-en-Charnie
Joué-en-Charnie és un municipi francès situat al departament del Sarthe i a la regió de País del Loira. L'any 2007 tenia 603 habitants.

## Demografia

### Població
El 2007 la població de fet de Joué-en-Charnie era de 603 persones. Hi havia 225 famílies de les quals 45 eren unipersonals (25 homes vivint sols i 20 dones vivint soles), 82 parelles sense fills, 86 parelles amb fills i 12 famílies monoparentals amb fills.
La població ha evolucionat segons el següent gràfic:
Habitants censats

### Habitatges
El 2007 hi havia 287 habitatges, 223 eren l'habitatge principal de la família, 28 eren segones residències i 36 estaven desocupats. Tots els 287 habitatges eren cases. Dels 223 habitatges principals, 177 estaven ocupats pels seus propietaris i 46 estaven llogats i ocupats pels llogaters; 2 tenien una cambra, 24 en tenien dues, 62 en tenien tres, 81 en tenien quatre i 54 en tenien cinc o més. 202 habitatges disposaven pel capbaix d'una plaça de pàrquing. A 93 habitatges hi havia un automòbil i a 115 n'hi havia dos o més.

### Piràmide de població
La piràmide de població per edats i sexe el 2009 era:
| Homes | Edats   | Dones |
| ----- | ------- | ----- |
| 0     | 95 o +  | 0     |
| 0     | 90 a 94 | 0     |
| 4     | 85 a 89 | 0     |
| 0     | 80 a 84 | 4     |
| 8     | 75 a 79 | 12    |
| 8     | 70 a 74 | 24    |
| 20    | 65 a 69 | 16    |
| 16    | 60 a 64 | 12    |
| 0     | 55 a 59 | 16    |
| 16    | 50 a 54 | 16    |
| 24    | 45 a 49 | 20    |
| 4     | 40 a 44 | 8     |
| 28    | 35 a 39 | 24    |
| 32    | 30 a 34 | 24    |
| 12    | 25 a 29 | 16    |
| 4     | 20 a 24 | 12    |
| 20    | 15 a 19 | 20    |
| 12    | 10 a 14 | 20    |
| 28    | 5 a 9   | 20    |
| 20    | 0 a 4   | 20    |

## Economia
El 2007 la població en edat de treballar era de 366 persones, 279 eren actives i 87 eren inactives. De les 279 persones actives 260 estaven ocupades (148 homes i 112 dones) i 18 estaven aturades (7 homes i 11 dones). De les 87 persones inactives 28 estaven jubilades, 36 estaven estudiant i 23 estaven classificades com a «altres inactius».

### Ingressos
El 2009 a Joué-en-Charnie hi havia 240 unitats fiscals que integraven 621 persones, la mediana anual d'ingressos fiscals per persona era de 16.231 €.

### Activitats econòmiques
Dels 28 establiments que hi havia el 2007, 1 era d'una empresa extractiva, 3 d'empreses de fabricació d'altres productes industrials, 6 d'empreses de construcció, 5 d'empreses de comerç i reparació d'automòbils, 1 d'una empresa de transport, 3 d'empreses d'hostatgeria i restauració, 2 d'empreses financeres, 2 d'empreses immobiliàries, 4 d'empreses de serveis i 1 d'una empresa classificada com a «altres activitats de serveis».
Dels 10 establiments de servei als particulars que hi havia el 2009, 3 eren tallers de reparació d'automòbils i de material agrícola, 1 guixaire pintor, 2 fusteries, 1 lampisteria, 1 empresa de construcció, 1 restaurant i 1 agència immobiliària.
L'únic establiment comercial que hi havia el 2009 era una floristeria.
L'any 2000 a Joué-en-Charnie hi havia 37 explotacions agrícoles que ocupaven un total de 1.827 hectàrees.

## Poblacions més properes
El següent diagrama mostra les poblacions més properes.